# Ice Age 4: La formació dels continents
Ice Age 4: La formació dels continents (títol original en anglès, Ice Age: Continental Drift) és la quarta part de la pel·lícula Ice Age: L'edat de gel. Va estrenar-se el 2012 en català i està animada amb 3D. Fou dirigida per Steve Martino i Mike Thurmeier basant-se en un guió de Michael Berg i Jason Fuchs. Totes les entregues de la pel·lícula d'animació s'han estrenat als cinemes en català (sota la distribució de Hispano FoxFilm). També han tingut la seva versió en català en DVD.

## Argument
L'eterna persecució de Scrat de la seva gla aquesta vegada té conseqüències catastròfiques per tot el món. Obsessionat amb la seva gla, Scrat la persegueix fins al mateix nucli de la Terra a on, inconscientment, canvia el rumb de les plaques tectòniques i provoca la deriva dels continents. La separació de Pangea i la nova formació dels continents afecta la vida dels habitants del planeta entre els quals hi ha Manny i els seus companys. Aquests, degut a les noves circumstàncies, es veuen separats de la seva família i en ple oceà errant sobre un tros de gel. En la seva nova aventura de retorn a casa, els nostres amics es trobaran amb exòtiques criatures marines i s'enfrontaran a pirates.

## Repartiment
| Actor                 | Personatge   | Doblatge al català                               |
| --------------------- | ------------ | ------------------------------------------------ |
| Ray Romano            | Manny        | Ricky Coello                                     |
| John Leguizamo        | Sid          | Aleix Estadella                                  |
| Denis Leary           | Diego        | Joan Carles Gustems                              |
| Wanda Sykes           | Iaia         | Roser Batalla                                    |
| Queen Latifah         | Ellie        | Sílvia Vilarrasa                                 |
| Keke Palmer           | Préssecs     | Carla López                                      |
| Peter Dinklage        | Capità Tripa | Alfonso Vallés                                   |
| Jennifer Lopez        | Shira        | Núria Mediavilla                                 |
| Alain Chabat          | Silas        | Carles Di Blasi                                  |
| Nick Frost            | Flynn        | Xavier de Llorens                                |
| Kunal Nayyar          | Gupta        | José Javier Serrano                              |
| Aziz Ansari           | Squint       | Hernán Fernández                                 |
| Rebel Wilson          | Raz          | Noemí Bayarri                                    |
| Josh Gad              | Louis        | Roger Isasi-Isasmendi                            |
| Seann William Scott   | Crash        | Roger Pera                                       |
| Josh Peck             | Eddie        | Albert Trifol Segarra                            |
| Aubrey Graham         | Ethan        | Ivan Labanda                                     |
| Nicki Minaj           | Steffie      | Paula Ribó                                       |
| Heather Morris        | Katie        | Clara Schwarze                                   |
| Alan Tudyk            | Milton       | Albert Mieza                                     |
| Joy Behar             | Eunice       | Núria Llop                                       |
| Eddie "Piolín" Sotelo | Oncle Fungus | Francesc Alborch                                 |
| Patrick Stewart       | Ariscrateles | Jordi Royo                                       |
| Chris Wedge           | Scrat        | Chris Wedge (enregistraments d'àudio originals)  |
| Karen Disher          | Scratette    | Karen Disher (enregistraments d'àudio originals) |

| Estudi de doblatge               | Sonoblok, S.A. (Barcelona) |
| Direcció                         | Quim Roca                  |
| Traductor i adaptador de diàlegs | Joan Mateu                 |
| Assessor lingüístic              | David Arnau                |
| Director musical                 | David Suárez               |
| Editor de diàlegs                | Joan Olivé                 |
| Tècnic de gravació               | Albert Pinó                |
| Tècnic de mescles                | Álex Copquin               |

## Música
La banda sonora de la pel·lícula la va compondre John Powell
| Núm.          | Títol                   | Durada |
| ------------- | ----------------------- | ------ |
| 1.            | «Morning Peaches»       | 2:22   |
| 2.            | «Schism»                | 2:28   |
| 3.            | «Storm»                 | 3:50   |
| 4.            | «No Exit Gutt»          | 5:37   |
| 5.            | «Escape from Captivity» | 3:02   |
| 6.            | «New Loves»             | 4:50   |
| 7.            | «Hyraxes / Prison Talk» | 2:57   |
| 8.            | «Diversion»             | 3:57   |
| 9.            | «Pirating the Pirates»  | 4:37   |
| 10.           | «Teen Cave»             | 4:42   |
| 11.           | «Sirens»                | 2:35   |
| 12.           | «Land Bridge Trap»      | 8:22   |
| 13.           | «Herd Reunion»          | 3:08   |
| 14.           | «Scrat's Fantasia»      | 5:30   |
| Durada total: | Durada total:           | 57:57  |

## Premis i nominacions

### Annie Awards
| Any  | Premi        | Categoria                                   | Persona                                              | Resultat |
| ---- | ------------ | ------------------------------------------- | ---------------------------------------------------- | -------- |
| 1999 | Annie Awards | Millor música original                      | John Powell Adam Schlesinger Ester Dean              | Nominats |
| 1999 | Annie Awards | Millor disseny de producció                 | Nash Dunnigan Arden Chen Jon Townley Kyle McNaughton | Nominats |
| 1999 | Annie Awards | Efectes animats en una producció d'animació | Andrew Schneider                                     | Nominats |

### Satellite Awards
| Any  | Premi            | Categoria                       | Resultat |
| ---- | ---------------- | ------------------------------- | -------- |
| 2012 | Satellite Awards | Millor llargmetratge d'animació | Nominats |

## La saga
- Ice Age: L'edat de gel (2002)
- Ice Age 2: El desglaç (2006)
- Ice Age 3: L'origen dels dinosaures (2009)
- Ice Age: El gran cataclisme (2016)